# Richard Pribram
Richard Pribram (Praga, 21 aprile 1847 – Berlino, 7 gennaio 1928) è stato un chimico austriaco.

## Biografia
Studiò chimica a Praga e Monaco (sotto Justus Liebig), diventando successivamente assistente di chimica organica all'Università di Lipsia. Nel 1872 ottenne la sua abilitazione a Praga, dove lavorò come docente fino al 1874. In seguito insegnò all'Università di Czernowitz, diventando professore ordinario di chimica generale e analitica nel 1879. A Czernowitz servì come preside della facoltà (1883-84) e rettore (1891-92).
Come chimico condusse analisi sulle sorgenti minerali in Bucovina, e con Alois Handl (1837-1915), studiò la viscosità di vari composti organici. Con Neumann Wender fu coautore di Anleitung zur Prüfung und Gehaltsbestimmung der Arzneistoffe für Apotheker, Chemiker, Aerzte und Sanitätsbeamte ("Guida alle prove e al dosaggio di farmaci per farmacisti, chimici, medici e ufficiali medici") (1893).